# Rick Laird
Rick Laird (Dublino, 5 febbraio 1941 – 4 luglio 2021) è stato un bassista irlandese noto per aver suonato nella Mahavishnu Orchestra.

## Biografia
Iniziò a suonare chitarra e pianoforte in giovane età e passò poi al jazz dopo essersi trasferito con il padre in Nuova Zelanda all'età di 16 anni. Suonò la chitarra in diverse piccole formazioni in Nuova Zelanda prima di acquistare un contrabbasso. Dopo lunghi tour in Nuova Zelanda, si trasferì a Sydney, in Australia, dove suonò con molti musicisti jazz tra cui Don Burrows.
Si trasferì poi in Inghilterra nel 1962 e divenne bassista di ruolo al Ronnie Scott's Jazz Club di Londra, suonando con grandi nomi tra cui il chitarrista Wes Montgomery e Sonny Stitt. Poi, tra il 1963 e il 1964, alla Guildhall School of Music and Drama di Londra. Ha partecipato all'incisione del disco di Sonny Rollins "Alfie" e ha suonato con The Brian Auger Trinity (luglio 1963-febbraio 1964) e The Brian Auger Group (febbraio-ottobre 1964).
Il passo successivo è stato quello di frequentare il Berklee College of Music di Boston, Stati Uniti, dove ha studiato arrangiamento, composizione e contrabbasso. Ha poi collaborato con John McLaughlin e la Mahavishnu Orchestra al basso elettrico fino al 1973, quando poi la band si sciolse. Dopo di che, si trasferì a New York dove suonò con Stan Getz (tour del 1977) e Chick Corea (tour 1978). Laird incise poi un album come leader, "Soft Focus". In seguito, è diventato un fotografo di successo, insegnante di contrabbasso e autore di diversi metodi di livello medio-avanzato.
Nel mondo dell'arte era conosciuto come Richard Laird. Nel marzo 2009 rinvenne in un vecchio album una raccolta di fotografie che aveva scattato in passato e che aveva per lo più dimenticato, contenente immagini storiche che ritraggono Miles Davis, Chick Corea, Wayne Shorter, la Mahavishnu Orchestra, Elvin Jones, Keith Jarrett e molti altri, e che portò alla creazione del sito Jazz.com della Richard Laird Gallery.